# Eupalindia
Eupalindia là một chi bướm đêm thuộc họ Erebidae.